# 鄭愛妍
鄭愛妍（韓語：정애연，1982年11月30日—），韓國女演員。

## 演出作品

### 電視劇
- 2005年：SBS《香港特急》飾演 鄭銀河
- 2005年：MBC《赤腳青春》
- 2007年：SBS《鹽巴娃娃》飾演 徐怡賢
- 2008年：MBC《之前&之後整形外科》飾演 尹瑞珍
- 2012年：SBS《拜託了，機長》飾演 曾經的機艙經理
- 2012年：JTBC《我們可以結婚嗎》飾演 鄭慧珍
- 2013年：MBC《真是了不起》飾演 河愛利
- 2013年：KBS《鯊魚》飾演 李華映
- 2013年：KBS《總理與我》飾演 朴娜英
- 2014年：JTBC《我們可以相愛嗎》飾演 孫希秀（特別出演）
- 2014年：TV朝鮮《最佳婚姻》飾演 羅妍希
- 2015年：SBS《奔跑吧薔薇》飾演 高雅羅
- 2015年：SBS《離婚律師戀愛中》飾演 皮惠英
- 2016年：KBS《再次，初戀》飾演 徐女士
- 2017年：TVN《付岩洞復仇者們》飾演 金貞允
- 2017年：SBS《Bravo My Life》飾演 尹智英
- 2018年：tvN《Mother》飾演 申子英的律師（特別出演）
- 2018年：KBS《我們遇見的奇蹟》飾演 楊賢秀
- 2018年：KBS《Suits》飾演 成友珍
- 2019年：SBS《醫生耀漢》飾演 朱亨宇的夫人（特別出演）
- 2020年：SBS《便利店新星》飾演 黃恩河（特別出演）
- 2021年：SBS《Amor Fati－現在去愛吧》飾演 趙敏晶
- 2021年：Netflix《Move to Heaven：我是遺物整理師》飾 鄭夫人
- 2021年：tvN《惡魔法官》飾演 陶妍正
- 2022年：tvN《王后傘下》
- 2023年：Coupang Play《少年時代》饰演 景泰的母亲[4]
- 2024年：TVING《金字塔游戏》饰演 崔理华

### 電影
- 2004年：《9歲的人生》
- 2009年：《比悲傷更悲傷的故事》
- 2010年：《我的美女老爸》
- 2012年：《兩個婚禮一個葬禮》飾演 瑞英
- 2013年：《Holly》饰演 秀珍
- 2015年：《地狱奶奶》饰演 素英
- 2015年：《何种谋杀》饰演 面试官（特别出演）
- 2020年：《Swag》饰演 姨母
- 2021年：《限制来电》饰演 正浩的妻子
- 2021年：《Peach Of Time》饰演 成淑
- 2022年：《尹诗奈失踪了》饰演 尹诗奈（友情出演）
- 2023年：《严密的关系》饰演 洪罗景[5]

### MV
- 2007年：李笛《幸好》（與溫朱莞）

## 外部連結
- 鄭愛妍的Instagram帳戶
- 鄭愛妍在NAVER上的资料
- 鄭愛妍在豆瓣上的资料（简体中文）
- 鄭愛妍在互联网电影资料库（IMDb）上的資料（英文）